# (11824) Alpaidze
(11824) Alpaidze es un asteroide perteneciente al cinturón de asteroides, descubierto el 16 de septiembre de 1982 por la astrónoma soviética Liudmila Chernyj desde el Observatorio Astrofísico de Crimea.

## Designación y nombre
Designado provisionalmente como 1982 SO5. Fue nombrado Alpaidze en honor al militar soviético Galaktión Yeliséyevich Alpaídze.